# Romero Point
Der Romero Point (englisch; spanisch Punta Del Romero) ist eine Landspitze an der Westküste der Trinity-Insel im Palmer-Archipel westlich der Antarktischen Halbinsel. Sie bildet die nordwestliche Begrenzung der Einfahrt zur Krivina Bay.
Die Benennung der Landspitze geht auf argentinische Wissenschaftler zurück. Der weitere Benennungshintergrund ist nicht überliefert.